# Liste der Naturschutzgebiete im Landkreis Neunkirchen
Im Landkreis Neunkirchen gibt es sieben Naturschutzgebiete.
| Name des Gebietes                        | Bild           | Kennung        | WDPA      | Landkreis / Stadt                           | Beschreibung / Bemerkungen | Standort | Fläche in Hektar | Datum der Verordnung |
| ---------------------------------------- | -------------- | -------------- | --------- | ------------------------------------------- | -------------------------- | -------- | ---------------- | -------------------- |
| Bliesaue bei Wiebelskirchen              |                | NSG-100        | 318204    | Landkreis Neunkirchen                       |                            | Position | 34,00            | 26.01.2001           |
| Blieswiesen Niederlinxweiler / Ottweiler |                | NSG-071        | 162457    | Landkreis St. Wendel, Landkreis Neunkirchen |                            | Position | 29,50            | 17.04.1993           |
| Frankenbacher Hof (Naturwaldzelle)       |                | NSG-098        | 318410    | Landkreis St. Wendel, Landkreis Neunkirchen |                            | Position | 40,50            | 07.04.2000           |
| Kasbruch                                 | weitere Bilder | NSG-N-6609-302 | 555632876 | Landkreis Neunkirchen                       |                            | Position | 35,00            | 29.04.2016           |
| Limbacher und Spieser Wald               |                | NSG-N-6609-301 | 555638650 | Landkreis Neunkirchen, Saarpfalz-Kreis      |                            | Position | 1655,00          | 17.03.2017           |
| Oberes Merchtal                          |                | NSG-060        | 164883    | Landkreis Neunkirchen                       |                            | Position | 20,00            | 07.12.1990           |
| Täler der Ill und ihrer Nebenbäche       | weitere Bilder | NSG-104        | 319195    | Landkreis Neunkirchen, Landkreis St. Wendel |                            | Position | 1045,00          | 04.03.2005           |

Ehemalige Naturschutzgebiete:
| Name des Gebietes | Bild | Kennung | WDPA   | Landkreis / Stadt                      | Beschreibung / Bemerkungen | Standort | Fläche in Hektar | Datum der Verordnung |
| ----------------- | ---- | ------- | ------ | -------------------------------------- | -------------------------- | -------- | ---------------- | -------------------- |
| Kleberbachtal     |      | NSG-046 | 164110 | Landkreis Neunkirchen, Saarpfalz-Kreis |                            | Position | 15,42            | 06.01.1989           |

## Quelle
- Landesamt für Umwelt- und Arbeitsschutz Saarland
- Common Database on Designated Areas Datenbank, Version 14